# Ulises Ortegoza
Diego Ulises Ortegoza (San Nicolás de los Arroyos, Argentina; 19 de abril de 1997) es un futbolista argentino nacionalizado chileno. juega y lo hace de centrocampista y su equipo actual  es Talleres de Córdoba de la Primera División de Argentina.

## Trayectoria
Comenzó su carrera a los 21 años luego de probar con Los Andes en 2018, (con un paso por General Rojo Unión Deportiva) entonces el club estaba en la Primera B Nacional. Debutó en Los Andes la temporada siguiente, en la Primera B 2019-20.
Tras dos temporadas en Los Andes, el 6 de enero de 2022 fichó con el Gimnasia y Esgrima de Mendoza en la Primera B Nacional.
En junio de 2022, fichó en el Club Atlético Talleres de la Primera División de Argentina. Disputó 21 encuentros en su primer año en primera, además anotó el que fue el gol del triunfo, de visita, a River Plate el 24 de septiembre.

## Selección nacional
Debido a que su abuela paterna es una chilena que emigró hacia Argentina, Ortegoza es elegible para defender las camisetas tanto de Argentina como de Chile. En mayo de 2024, Ricardo Gareca lo incluyó en la pre nómina de 55 jugadores de Chile para Copa América 2024. Finalmente, en octubre de 2024 fue llamado a la selección chilena.

#### Participaciones en Clasificatorias a Copas del Mundo
| Eliminatorias                   | Resultado | Posición | Partidos | Goles |
| ------------------------------- | --------- | -------- | -------- | ----- |
| Eliminatorias Norteamérica 2026 | En juego  | 10°      | 1        | 0     |

### Partidos internacionales
Actualizado hasta el 15 de octubre de 2024.
| Partidos internacionales | Partidos internacionales | Partidos internacionales              | Partidos internacionales | Partidos internacionales | Partidos internacionales | Partidos internacionales | Partidos internacionales | Partidos internacionales | Partidos internacionales          |
| N.º                      | Fecha                    | Estadio                               | Local                    | Resultado                | Visitante                | Goles                    | Asistencias              | DT                       | Competición                       |
| ------------------------ | ------------------------ | ------------------------------------- | ------------------------ | ------------------------ | ------------------------ | ------------------------ | ------------------------ | ------------------------ | --------------------------------- |
| 1                        | 15 de octubre de 2024    | Metropolitano, Barranquilla, Colombia | Colombia                 | 4-0                      | Chile                    |                          |                          | Ricardo Gareca           | Clasificatorias Norteamérica 2026 |
| Total                    | Total                    | Total                                 | Presencias               | 1                        | Goles                    | 0                        | 0                        |                          |                                   |

| Selección chilena | Selección chilena | Selección chilena |
| Año               | Partidos          | Goles             |
| ----------------- | ----------------- | ----------------- |
| 2024              | 1                 | 0                 |
| Total             | 1                 | 0                 |

## Estadísticas
Actualizado al último partido disputado el 5 de abril de 2025.
| Club                         | Div.          | Temporada     | Liga  | Liga  | Copas nacionales | Copas nacionales | Copas internacionales | Copas internacionales | Total | Total |
| Club                         | Div.          | Temporada     | Part. | Goles | Part.            | Goles            | Part.                 | Goles                 | Part. | Goles |
| ---------------------------- | ------------- | ------------- | ----- | ----- | ---------------- | ---------------- | --------------------- | --------------------- | ----- | ----- |
| Los Andes Argentina          | 3.ª           | 2019-20       | 18    | 2     | —                | —                | —                     | —                     | 18    | 2     |
| Los Andes Argentina          | 3.ª           | 2021          | 27    | 5     | —                | —                | —                     | —                     | 27    | 5     |
| Los Andes Argentina          | Total club    | Total club    | 45    | 7     | 0                | 0                | 0                     | 0                     | 45    | 7     |
| Gimnasia (Mendoza) Argentina | 2.ª           | 2022          | 16    | 6     | 1                | 0                | —                     | —                     | 17    | 6     |
| Gimnasia (Mendoza) Argentina | Total club    | Total club    | 16    | 6     | 1                | 0                | 0                     | 0                     | 17    | 6     |
| Talleres (Córdoba) Argentina | 1.ª           | 2022          | 21    | 1     | 3                | 0                | 4                     | 0                     | 28    | 1     |
| Talleres (Córdoba) Argentina | 1.ª           | 2023          | 24    | 0     | 3                | 0                | —                     | —                     | 27    | 0     |
| Talleres (Córdoba) Argentina | 1.ª           | 2024          | 32    | 0     | 1                | 0                | 7                     | 0                     | 40    | 0     |
| Talleres (Córdoba) Argentina | 1.ª           | 2025          | 11    | 2     | 2                | 0                | 1                     | 0                     | 14    | 2     |
| Talleres (Córdoba) Argentina | Total club    | Total club    | 88    | 3     | 9                | 0                | 12                    | 0                     | 109   | 3     |
| Total carrera                | Total carrera | Total carrera | 149   | 16    | 10               | 0                | 12                    | 0                     | 171   | 16    |

## Palmarés

### Torneos nacionales
| Título                  | Equipo              | País      | Año  |
| ----------------------- | ------------------- | --------- | ---- |
| Supercopa Internacional | Talleres de Córdoba | Argentina | 2023 |